# Paulino de Milán
Paulino de Milán (en latín: Paulinus Mediolanensis), conocido también como Paulino el Diácono (en latín: Paulinus Diaconus), fue un notario de Ambrosio de Milán y su biógrafo. Su obra es la única biografía de san Ambrosio basada en un relato contemporáneo y fue escrita a petición de san Agustín. En ella consta la fecha de 422.

## Contra los pelagianos
En 411, en Cartago, Paulino se enfrentó a Celestio, un defensor del pelagianismo; sus procedimientos foráneos fueron descritos por san Agustín en su obra "Sobre el pecado original". Paulino propuso seis tesis definiendo las visiones pelagianas como heréticas y Celestio desistió de ordenarse presbítero en Cartago, trasladándose a Éfeso.
Paulino fue convocado a Roma en 417 para justificar sus ideas, pero, con apoyo local, se negó a comparecer ante el papa Zósimo. Al año siguiente, el papa tuvo en consideración el apoyo ganado por los antipelagianos y condenó tanto a Celestio como a Pelagio.